# Union démocratique pour la défense des intérêts africains
De Union démocratique pour la défense des intérêts africains (Nederlands: Democratische Unie voor de Verdediging van de Afrikaanse Belangen, UDDIA) was een politieke partij in Congo-Brazzaville die in 1956 werd opgericht en in 1963 werd ontbonden.
De partij werd geleid door abbé Fulbert Youlou, een katholieke priester, en verkreeg bij de verkiezingen voor Frans-Congo in 1957 tweeëntwintig zetels en werd daarmee de tweede partij na de Mouvement socialiste africain (MSA). Een coalitie van UDDIA en MSA volgde, maar kwam in 1958 ten val. Via allerlei manoeuvres wisten UDDIA en haar politieke bondgenoten een meerderheid te verkrijgen in de wetgevende vergadering en werd abbé Youlou premier van Frans-Congo. Hij leidde het land naar nieuwe verkiezingen in 1959 waarbij UDDIA een absolute meerderheid verkreeg in het parlement. In 1960 werd Frans-Congo onder de naam Republiek Congo een onafhankelijke staat en Youlou werd de eerste president van het land. In de daaropvolgende jaren wist Youlou ervoor te zorgen dat de parlementariërs van de oppositie zich aansloten bij UDDIA en nam hij bewust politieke tegenstanders op in zijn regering om hen zo te neutraliseren. Op 13 april 1963 kondigde hij de instelling van een eenpartijstelsel aan met UDDIA als enige legale partij. Het parlement stemde hiermee in, maar reeds in september 1963 kwam het bewind van Youlou en diens UDDIA na een militaire staatsgreep ten val.
De partij was anticommunistisch en Youlou maakte zich - tegen de adviezen van zijn Franse adviseurs - sterk voor een liberale economie. Omdat Youlou behoorde tot het Lari-volk, kon de partij vooral rekenen op hun steun. Ook de stedelijke elite van Brazzaville behoorde tot de steunpilaar van partij. Vanwege zijn katholieke achtergrond kon Youlou rekenen op de steun van christelijke kiezers.
Het logo van de partij was een krokodil (Externe afbeelding)

## Verwijzingen
1. ↑  V. Thompson, R. Adloff: Historical Dictionary of the People's Republic of the Congo, Scarecrow Press, Inc. Metuchen, N.J. / Londen, V.K. 19842, p. 181
2. ↑  Hij mocht echter geen pastorale taken meer verrichten omdat hij meermaals was berispt.
3. ↑  V. Thompson, R. Adloff: Historical Dictionary of the People's Republic of the Congo, Scarecrow Press, Inc. Metuchen, N.J. / Londen, V.K. 19842, p. 182